# Coccymys ruemmleri
Coccymys ruemmleri  (Tate & Archbold, 1941) è un roditore della famiglia dei Muridi endemico della Nuova Guinea.

## Descrizione

### Dimensioni
Roditore di piccole dimensioni, con la lunghezza della testa e del corpo tra 93 e 114 mm, la lunghezza della coda tra 122 e 171 mm, la lunghezza del piede tra 25 e 28 mm, la lunghezza delle orecchie tra 15 e 21 mm e un peso fino a 34,8 g.

### Aspetto
La pelliccia è soffice e densa. Le parti superiori sono marroni scure, mentre le parti ventrali variano dal grigio-biancastro al bianco-grigiastro scuro. Sono presenti degli anelli più scuri intorno agli occhi e nella parte del muso dove sorgono le vibrisse, il resto del muso è grigio. La parte dorsale delle zampe è cosparsa di pochi peli brunastri o incolori. La coda è più lunga della testa e del corpo, è uniformemente marrone e talvolta è bianca all'estremità.

## Biologia

### Comportamento
Questa specie è probabilmente terricola, dove si rifugia in sistemi di tane e cunicoli nella foresta e nella brughiera.

## Distribuzione e habitat
Questa specie è diffusa nell'estrema parte orientale della cordigliera centrale della Nuova Guinea.
Vive nelle foreste muschiose montane, nelle praterie e nelle brughiere tra 1.900 e 4.100 metri di altitudine.

## Conservazione
La IUCN Red List, considerato il vasto areale, la popolazione numerosa e la mancanza di reali minacce ad elevate altitudini, classifica C.ruemmleri come specie a rischio minimo (Least Concern).